# شب‌نشینی در جهنم
شب‌نشینی در جهنم فیلم سیاه و سفید سینمایی ایرانی ساخته شده در ۱۳۳۵ به کارگردانی ساموئل خاچیکیان و موشق سروری.

## عوامل تولید
برپایه تیتراژ فیلم، سناریوی آن نوشته مهدی میثاقیه و دیالوگ‌های آن کار حسین مدنی است.
فیلمبردار آن عنایت الله فمین و تهیه‌کننده آن مهدی میثاقیه بوده‌است و تولید فیلم ده ماه در استودیو بدیع طول کشیده‌است.
موشق سروری علاوه بر کارگردانی، سازنده دکورهای فیلم ذکر شده و گریم بازیگران را نیز کنعان کیانی برعهده داشته‌است.
این فیلم با اختلافی که میان مهدی میثاقیه و موشق سروری پدید می‌آید، نیمه تمام می‌ماند و کارگردانی قسمت باقی مانده به ساموئل خاچیکیان سپرده می‌شود. (هرچند در تیتراژ نامی از وی برده نشده و تنها نام موشق سروری در مقام کارگردان آمده‌است) .
می می و خانم فیروزه نیز رقص‌هایی اجرا کردند.

## خلاصه داستان فیلم
«جبار» مرد پولداری است که به دلیل خست فراوان مورد سرزنش خانواده است. جبار برای به دست آوردن پول بیشتر قصد دارد دخترش را به ازدواج پیرمردی درآورد و هیچ توجهی به علاقه بین پروین و پسرعمویش ندارد. او همچنین نسبت به پسرش که در سراشیبی سقوط است توجهی ندارد. در همین احوال جبار سلامتش به خطر می‌افتد و شبی در خواب کابوس جهنم می‌بیند و وقتی سراسیمه از خواب بیدار می‌شود تصمیم می‌گیرد ثروت خود را بین خانواده تقسیم کند.

## بازیگران
- عزت‌الله وثوق در نقش جبّار
- ارحام صدر در نقش ابرام، شاگرد جبّار
- روفیا در نقش پروین، دختر حاجی
- پرخیده در نقش ربابه، همسر حاجی
- هوشنگ مردای در نقش؟
- علی زندی در نقش باقر؟
- کنعان کیانی در نقش؟
- اکبر خواجوی در نقش؟
- رحیم روشنیان در نقش؟
- مهدی رئیس فیروز در نقش؟
- ابراهیم باقری در نقش؟
- سبحانی در نقش؟
- باقری در نقش؟
- زرندی در نقش؟

## گروه موسیقی
در تیتراژ آغازین، سازنده آهنگ‌های ایرانی و آواز بانو دلکش معرفی شده‌است که آوازهای دو نفره زیر را با ویگن اجرا کرده‌اند. اما ناصر رستگار نژاد در نوشته‌ای در صدای آلمان، خود را سازنده و ترانه‌سرای چهار ترانه این فیلم معرفی می‌کند:

«در آن موقع فیلمی بود به نام «شب‌نشینی در جهنم». آقایی این فیلم را تهیه کرده بود به نام مهدی میثاقیه. میثاقیه از تبلیغات‌چی‌ها پرسیده بود که آیا ترانه‌سازی هست که آهنگ و شعر هم بسازد. همه گفته بودند فلانی و من را معرفی کرده بودند. او آمد و با من تماس گرفت. گفت آقا من چهار ترانه می‌خواهم برای فیلمی که دارم. آن موقع برای هر ترانه پانصد تومان به من می‌دادند؛ یعنی من برای چهارتاش دوهزارتومان گرفتم. درست این همزمان است با موقعی که من با ویگن آشنا شدم در کافه باغ شمیران و هنوز ویگن را کسی نمی‌شناخت و من هم می‌خواستم «مهتاب» را بسازم. نتیجه‌اش این بود که من چهار ترانه برای این فیلم ساختم. مثل من گرفتارم و تو گرفتاری که مربوط به صحنه‌ای است که هنرپیشه فیلم روفیا، با پرنده حرف می‌زد. این کار که بیرون آمد، پوران خانم سخت ناراحت شد و به من گفت نامرد تو قول داده بودی به من که باهم کار می‌کنیم. گفتم هنوزهم من سر قولم هستم. این یک فیلم است. من به تو گفتم توی رادیو برای کسی نمی‌سازم. بعد هم به پول احتیاج داشتم. تو تا حالا یک تومان بابت این ترانه‌ها به من دادی؟ من دو هزارتومان برای این فیلم گرفتم. خیلی به دردم خورده. ماشین باهاش خریدم. واقعاً خریده بودم.».

به هر روی، چهار آهنگ گفته شده بدین شرح است:
- آهنگ دگران (فارغ از دگران) (به همراهی ویگن)
- آهنگ گرفتار (اسیر قفس) (تکخوانی دلکش)
- آهنگ ساقی (پر کن ساقی) (تکخوانی دلکش)
- احتمالاً تنظیم آهنگ گل گندم (آهنگ محلی فارس) در پایان فیلم؟

## گروه رقصندگان
- فیروزه
- فریده
- رشدی
- زندی

## حواشی
جلوه‌های ویژه این فیلم در دوران تولید خود چشمگیر بوده‌است. این فیلم به خاطر ساخت دکورهای عظیم در آن زمان مورد توجه است. بهروز تورانی، نویسنده کتاب «از لاله‌زار که می‌گذرم» دربارهٔ دکورهای این فیلم این‌گونه می‌نویسد:
«دکورها برای آن روزگار خیلی خیال‌انگیز است. صحنه‌های جهنم به‌طرزی باورکردنی در عالم دیگر رخ می‌دهند. عالم برزخ آشکارا با بهشت، که چیزی از آن نمی‌بینیم؛ و جهنم، تفاوت دارد. دیدن چهره‌های آشنای جامعهٔ آن روز، مثل هیتلر و بانو مهوش و راج کاپور و اصغر قاتل و دیگران در صحنه‌های آن دنیا، باورکردنی و معقول است». 
فیلم شب‌نشینی در جهنم، در سال ۱۹۵۸ در بخش اصلی هشتمین دوره جشنواره فیلم برلین وارد شد. و از این لحاظ به عنوان نخستین فیلم ایرانی که در بخش اصلی یک فستیوال معتبر بین‌المللی شرکت می‌کند، شناخته می‌شود.